# Jat (narod)
Jat, homogeni indoarijski narod naseljen istočno od rijeke Ind u Pakistanu i sjeverozapadnoj Indiji, a svojih zajednica imaju i na drugim krajevima svijeta. Naziv Jat nosi i jedna grupa u Kašmiru, ali se oni od njih fizički razlikuju, a prema nekim mišljenjima nisu srodni ni s istoimenim narodom iz Afganistana. 
Skora povijest Jate pamti po velikoj hrabrosti i borbenosti i mnogi su bili uključivani u britansko-indijsku vojsku tijekom Prvog svjetskog rata. 
Na području Indije i Pakistana većina živi u ruralnim naseljima, a bave se zemljoradnjom i nomadskim stočarstvom. Najvažnije kulture su im pšenica, kukuruz i proso, a uzgajaju i šećernu trsku, rižu i voće i povrće. Jedini muškarčev posao je rad u polju dok je domaćinstvo prepušteno ženi. Danas mnogi Jati zauzimaju visoke položaje u društvu i jedan su od najprosperitetnijih indijskih naroda. Sljedbenici su sve tri velike religije u tom dijelu Azije, hinduizma, islama (pripadaju hanafi školi) i sikhizma. Populacija im iznosi preko 9.000,000.